# برايان كوران
برايان كوران هو لاعب هوكي جليد كندي، ولد في 5 نوفمبر 1963 في تورونتو في كندا.

## وصلات خارجية
- برايان كوران على موقع دوري الهوكي الوطني (الإنجليزية)
- برايان كوران على موقع قاعة مشاهير الهوكي (لاعب أن.إتش.أل) (الإنجليزية)
- برايان كوران على موقع EliteProspects.com (الإنجليزية)
- برايان كوران على موقع HockeyDB.com (الإنجليزية)
- برايان كوران على موقع Hockey-Reference.com (الإنجليزية)